# André Dufour
André Dufour (Paris, 13 de agosto de 1909 – La Tronche, 11 de novembro de 1995), foi um lutador da resistência e político francês. Foi membro da primeira e segunda Assembleia Nacional Constituinte francesa e membro do Parlamento francês por Isère, de 1946 a 1958.